# Every Ballad Songs
『Every Ballad Songs』（エヴリ・バラード・ソングス）は、日本の音楽グループEvery Little Thingのバラード・ベスト・アルバム。2001年12月5日にavex traxから発売された。

## 概要
- 1997年から2001年の間に発売されたシングルやアルバムから選曲されたバラード楽曲が収録されている。
- ジャケットが異なるCD+ボーナスCD（8cm CD）規格の初回限定盤とCD規格の通常盤の2形態で販売され、初回限定盤の8cm CDには、「Silent Night」と「White Christmas」のクリスマスソング2曲を収録した「Every Merry Christmas 2001」が付属する他、X'mas仕様スペシャルパッケージ、PC/モバイル 期間限定スペシャル画像サイト（2002年1月31日まで）へのパスワードが封入。

## 収録曲
| #         | タイトル                             | 作詞                | 作曲               | 編曲                         | 時間  |
| --------- | ------------------------------------ | ------------------- | ------------------ | ---------------------------- | ----- |
| 1.        | 「Over and Over」                    | 五十嵐充            | 五十嵐充           | 五十嵐充                     | 4:43  |
| 2.        | 「Time goes by」                     | 五十嵐充            | 五十嵐充           | 五十嵐充                     | 5:11  |
| 3.        | 「愛のカケラ」                       | 持田香織            | 多胡邦夫           | 伊藤一朗、桑島幻矢           | 4:53  |
| 4.        | 「鮮やかなもの」                     | 持田香織            | 多胡邦夫           | 桑島幻矢、伊藤一朗           | 4:17  |
| 5.        | 「今でも…あなたが好きだから」        | 五十嵐充            | 五十嵐充           | 五十嵐充                     | 5:07  |
| 6.        | 「二人で時代を変えてみたい」(Re-mix) | 永岡昌憲            | 五十嵐充           | 五十嵐充                     | 4:56  |
| 7.        | 「I'll get over you」(Re-mix)        | 五十嵐充            | 五十嵐充           | 五十嵐充                     | 4:35  |
| 8.        | 「fragile」                          | 持田香織            | 菊池一仁           | 伊藤一朗、桑島幻矢、菊池一仁 | 4:49  |
| 9.        | 「The One Thing」                    | Every Little Thing  | 五十嵐充           | 五十嵐充                     | 4:43  |
| 10.       | 「One」                              | 持田香織            | D・A・I            | 桑島幻矢、伊藤一朗           | 5:02  |
| 11.       | 「sure」                             | 持田香織            | Every Little Thing | Every Little Thing           | 4:56  |
| 12.       | 「All along」                        | 持田香織 & 五十嵐充 | 五十嵐充           | 五十嵐充                     | 4:31  |
| 合計時間: | 合計時間:                            | 合計時間:           | 合計時間:          | 合計時間:                    | 57:43 |

| #         | タイトル                                 | 作詞          | 作曲               | 編曲                         | 時間 |
| --------- | ---------------------------------------- | ------------- | ------------------ | ---------------------------- | ---- |
| 1.        | 「Silent Night」(ELT Special Version)    | Joseph Mohr   | Franz Xaver Gruber | 杉山卓男 & 加藤薫 & 伊藤一朗 | 5:13 |
| 2.        | 「White Christmas」(ELT Special Version) | Irving Berlin | Irving Berlin      | 杉山卓男 & 加藤薫 & 伊藤一朗 | 3:50 |
| 合計時間: | 合計時間:                                | 合計時間:     | 合計時間:          | 合計時間:                    | 9:03 |

### 解説

#### Disc 1
1. Over and Over
11thシングル。
2. Time goes by
8thシングル。
3. 愛のカケラ
16thシングル。
4. 鮮やかなもの
4thアルバム『4 FORCE』収録曲。
5. 今でも…あなたが好きだから
2ndアルバム『Time to Destination』収録曲。
オリジナルアルバムに収録されているものより遅くフェードアウトする。
6. 二人で時代を変えてみたい
1stアルバム『everlasting』収録曲。
表記はされていないがリミックスが施されており、アルバムに収録されたものとは若干ミックスが異なる。
7. I'll get over you
1stアルバム『everlasting』収録曲。
表記はされていないがリミックスが施されており、アルバムに収録されたものとは若干ミックスが異なっており、最後のBメロの部分に強いエコーがかかっている。
8. fragile
17thシングル1曲目。
9. The One Thing
3rdアルバム『eternity』収録曲および15thシングルのカップリング曲。
シングルバージョンはアルバム初収録。
10. One
4thアルバム『4 FORCE』収録曲。
11. sure
14thシングル。
シングルバージョンはアルバム初収録。
12. All along
2ndアルバム『Time to Destination』収録曲。

#### Disc 2
1. Silent Night (ELT Special Version)
2. White Christmas (ELT Special Version)

## 参加ミュージシャン
Every Little Thing
- 持田香織：Vocal
- 伊藤一朗：Guitar, Acoustic Guitar (Bonus CD#1.2), Electric Guitar, Strings Guitar (Bonus CD#2), Stardust Snow Stick (Bonus CD#1)
- 五十嵐充：Keyboards

Support Musician
- 杉山卓男：Synthesizer, Programming (#1), Piano, Percussion (#1.2)
- 加藤薫：Strings Guitar (#1), Acoustic Guitar, Electric Sitar (#2)